# Hofstadt

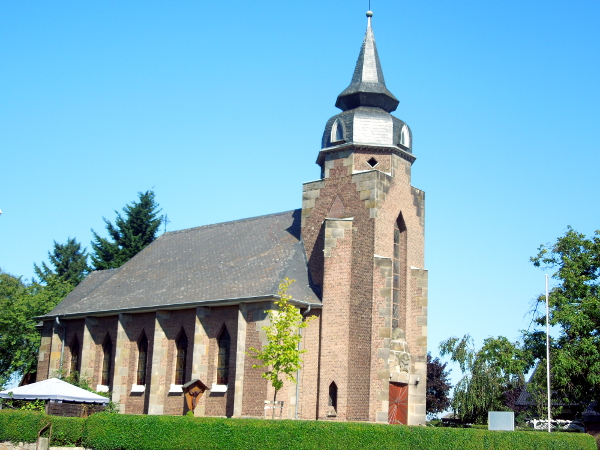
Sint-Bennokerk

Hofstadt is een dorp in de gemeente Herzogenrath in Noordrijn-Westfalen wat wel tot het stadsdeel Merkstein wordt gerekend maar geïsoleerd en landelijk is gelegen.

## Bezienswaardigheden
De Sint-Bennokerk is een bakstenen gebouw van 1923-1924 met natuurstenen versieringen en een ingebouwde toren met helmdak en spits.

## Natuur en landschap
Hofstadt ligt boven de vallei van de Worm op een hoogte van 135 meter. Naar het Wormdal toe ligt een voormalige bruinkoolgroeve, tegenwoordig een meertje. Ten zuiden daarvan bevindt zich een groeve voor Nivelsteiner zandsteen en ten zuiden daarvan ligt het Naturpark Wurm-Wildnis.

## Nabijgelegen kernen
Merkstein, Palenberg, Übach